# Tartu Universitet
Tartu Universitet (estisk: Tartu Ülikool, latin: Universitas Tartuensis) er et klassisk universitet i byen Tartu i Estland. Tartu Universitet er Estlands nationale universitet,  og er det største og højest rangerende universitet i Estland. Tartu Universitet er medlem af  Coimbra Group, og blev grundlagt af Gustav 2. Adolf af Sverige i 1632 som Academia Gustaviana, og hører dermed til blandt de ældste universiteter i det nordlige Europa. Tartu Universitet var lukket i perioden 1710 til 1802.